# Осада Алмейды (1810)
Осада Алмейды — одно из сражений во время Наполеоновских войн. Осада велась летом 1810 года во время вторжения наполеоновской армии в Португалию. Во время осады французский корпус маршала Мишеля Нея отбил пограничную крепость у португальского гарнизона бригадного генерала Уильяма Кокса. Алмейда находится в восточной части Португалии, недалеко от границы с Испанией.

## Предыстория
Расположенный на главном пути вторжения французов, ведущем из Сьюдад-Родриго в Лиссабон, замок Алмейда был осаждён армией в 65 тыс. человек под командованием маршала Андре Массены во время третьего французского вторжения в Португалию. В предыдущий день французские войска отбросили британско-португальскую армию в битве при Коа. Союзническая армия генерала лорда Веллингтона, насчитывающая 50 тыс. человек, теперь удерживала дальний берег Коа. Тем не менее, берега реки были крутые, через неё было только два моста, а 6-й французский корпус охранял все переправы, поэтому англичане не смогли захватить их и прийти на помощь защитникам Алмейды.

## Осада
Только что успешно завершив осаду Сьюдад-Родриго, 25 июля 1810 года французская армия осадила Алмейду. Бригадный генерал Уильям Кокс командовал португальским гарнизоном из 4 тыс. человек в трёх батальонов ополченцев из Арганила, Транкозу и Визеу. Также присутствовало некоторые регулярные британские войска, в том числе 1200 человек из 24-го линейного полка, эскадрон 11-го кавалерийского полка и более 400 стрелков. Защита Алмейды была в лучшем состоянии и надёжней, чем в Сьюдад-Родриго. В частности, было более 100 артиллерийских орудий, из которых 40 были 18-фунтовыми или более тяжелыми, и большинство из них было установлено в защищённых казематах. Осаду проводили 14 тыс. пехотинцев, 1000 кавалеристов, 1000 артиллеристов и 100 пушек 6-го корпуса под командованием маршала Мишеля Нея. Кроме того, неподалёку в резерве находился генерал Жан Андош Жюно со своим 8-м корпусом.
15 августа французы получили из Сьюдад-Родриго осадное снаряжение и начали рыть траншеи на юго-востоке города, напротив бастиона Сан-Педро. В осадном обозе, помимо французских, были захваченные испанские орудия из Сьюдад-Родриго. К 24 августа на французских линиях было установлено одиннадцать батарей, имеющих более 50 орудий. Португальские защитники постоянно обстреливали французов, впрочем, без особого эффекта. Вскоре после того, как 26 августа в 6 часов утра французы начали обстрел, загорелись несколько кварталов города, а оборонительные орудия ближайших трёх батарей были уничтожены. Тем не менее, защитники продолжали держаться. Губернатор был уверен в том, что выдержит осаду, пока случайный снаряд не уничтожил пороховой погреб. Из него весь день переносили порох для снабжения защитников, и в какой-то момент дырявая бочка оставила пороховой след, ведущий во двор. Туда около 7 часов вечера упал французский снаряд, зажёг пороховой след, ведущий во всё ещё открытую дверь, который поджег 4000 подготовленных зарядов, которые в свою очередь воспламенили 68 тонн чёрного пороха и около миллиона мушкетных патронташей. Последовавший взрыв убил 600 защитников и ранил ещё 300. Замок, в котором находился порох, был разрушен, а части оборонительных сооружений повреждены; воронка от взрыва видна до сих пор. Не в силах более отвечать без пороха на французский обстрел, на следующий день Кокс был вынужден капитулировать. Французы захватили всех выживших после взрыва и 100 пушек. Во время осады французы потеряли 58 убитых и 320 раненых. Следующим сражением была битва при Бусаку.

## Описания в литературе
Описание осады является кульминацией романа «Золото Шарпа» Бернарда Корнуэлла, в котором уничтожение порохового склада приписано Ричарду Шарпу. В книге он сделал это, чтобы поскорее окончить осаду, покинуть город и принести лорду Веллингтону необходимые для завершения линии Торрес-Ведрас деньги.